# 圣弗卢尔
圣弗卢尔（法語：Saint-Flour，法語發音：[sɛ̃fluʁ]），法国中南部城市，奥弗涅-罗讷-阿尔卑斯大区康塔尔省的一个市镇，也是该省的一个副省会，下辖圣弗卢尔区。圣弗卢尔的市镇面积为27.14平方公里，2022年1月1日时人口数量为6,390人，在法国城市中排名第1,656位。
圣弗卢尔位于康塔尔省东部，城区分为上下两部分，通过盘山公路及陡峭的人行栈道相连。这一地区历史悠久，其所处的公共社区为艺术与历史地区，中世纪中期为天主教的一个总教区，与克莱蒙费朗并列，康塔尔省成立初期时为该省的省会，现圣弗卢尔为一个区域性的中心集镇。

## 地名来源
“圣弗卢尔”一名来源于这一地区历史上的第一位主教弗卢尔。

## 历史

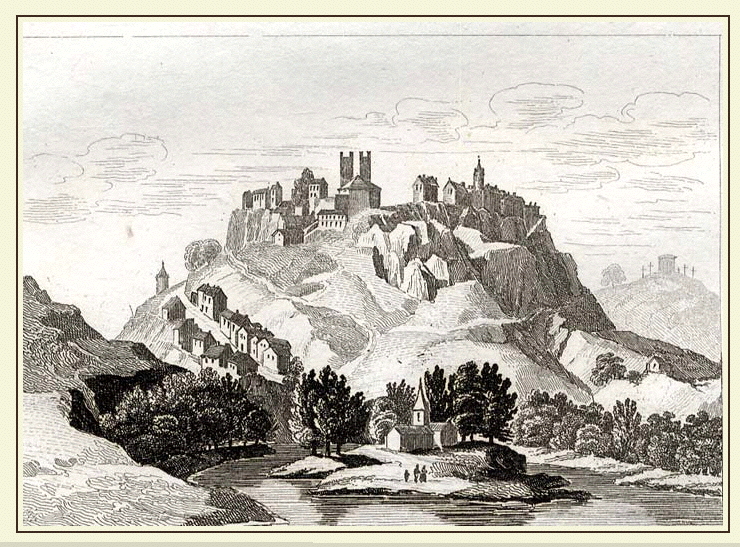
十九世纪时的圣弗卢尔

圣弗卢尔历史悠久，早在高卢-罗马时期就已形成城镇，被称为，但历史上缺乏关于其统治者及城市面貌的记载。公元4世纪时，弗卢尔成为这一地区的主教，其教堂坐落于一处山岭之上，即今圣弗卢尔的上城区，这一地理位置也使得圣弗卢尔成为一个军事要塞。公元987年，包括圣弗卢尔在内的中央高原地区被卡佩王朝掌控，诺内特（Nonette） 和布雷宗（Brezons）两大封建领主贵族分别统治了圣弗卢尔山岭的上方和下方，使得圣弗卢尔出现了一分为二的局面，直到公元1020年法兰西国王罗贝尔二世途径此地时，才使得两个家族之间实现议和，同时建立了修道院。1317年，原奥弗涅主教区一分为二，圣弗卢尔成为上奥弗涅总教区的首府。英法百年战争时期，英格兰军队曾有少量入侵，圣弗卢尔作为战略要地得以加固。法国大革命后，总教区才改为教区，成为克莱蒙总教区的一部分，彼时，原圣弗卢尔教区的大部分地域组建成为康塔尔省，圣弗卢尔成为其省会，并更名为“康塔尔堡”（Fort-Cantal）以消除其宗教影响。1795年，省会迁至欧里亚克，1801年，圣弗卢尔恢复原名。1888年，途径圣弗卢尔的贝济耶－讷萨格铁路建成通车，并于1932年实现电气化，成为彼时法国南部的一条重要铁路干线，但由于其线路设计时速较低，在法国高铁网及与之平行的法国国家A75号高速公路建成通车后，该铁路已基本废弃。

## 地理

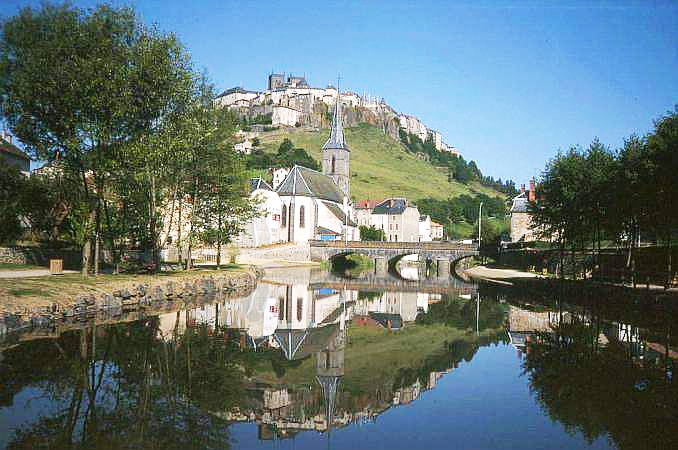
流经圣弗卢尔市区的昂代尔河

圣弗卢尔位于法国中南部，奥弗涅-罗讷-阿尔卑斯大区西南部和康塔尔省东部，距离省会欧里亚克大约71公里，距离大区首府里昂大约240公里。与圣弗卢尔接壤的市镇包括：阿勒兹、昂德拉、科朗、罗菲亚克、圣乔治、维勒迪约。

### 地形
圣弗卢尔位于法国中央高原腹地，境内以丘陵为主，市区内起伏较大，全境海拔在757到1,040米之间。

### 水文
昂代尔河自西北向东南流经圣弗卢尔市区，属于加龙河流域。

### 气候
圣弗卢尔在柯本气候分类法中属于带有温带海洋性特征的山地气候，境内年均温明显低于同纬度大陆西部地区，日温差较大。
圣弗卢尔境内设有气象站，以下为该气象站的数据（日照数据取自伊苏瓦尔气象站）：
| 圣弗卢尔1981年－2019年 | 圣弗卢尔1981年－2019年 | 圣弗卢尔1981年－2019年 | 圣弗卢尔1981年－2019年 | 圣弗卢尔1981年－2019年 | 圣弗卢尔1981年－2019年 | 圣弗卢尔1981年－2019年 | 圣弗卢尔1981年－2019年 | 圣弗卢尔1981年－2019年 | 圣弗卢尔1981年－2019年 | 圣弗卢尔1981年－2019年 | 圣弗卢尔1981年－2019年 | 圣弗卢尔1981年－2019年 | 圣弗卢尔1981年－2019年 |
| 月份                   | 1月                    | 2月                    | 3月                    | 4月                    | 5月                    | 6月                    | 7月                    | 8月                    | 9月                    | 10月                   | 11月                   | 12月                   | 全年                   |
| ---------------------- | ---------------------- | ---------------------- | ---------------------- | ---------------------- | ---------------------- | ---------------------- | ---------------------- | ---------------------- | ---------------------- | ---------------------- | ---------------------- | ---------------------- | ---------------------- |
| 历史最高温 °C（°F）    | 17 (63)                | 19.2 (66.6)            | 22.6 (72.7)            | 25.2 (77.4)            | 28.4 (83.1)            | 33.7 (92.7)            | 34.4 (93.9)            | 35.9 (96.6)            | 30.9 (87.6)            | 25.8 (78.4)            | 20.9 (69.6)            | 15.9 (60.6)            | 35.9 (96.6)            |
| 平均高温 °C（°F）      | 4.6 (40.3)             | 6 (43)                 | 9.4 (48.9)             | 11.6 (52.9)            | 16.7 (62.1)            | 20.3 (68.5)            | 23.4 (74.1)            | 23.3 (73.9)            | 18.5 (65.3)            | 14 (57)                | 7.9 (46.2)             | 4.7 (40.5)             | 13.4 (56.1)            |
| 日均气温 °C（°F）      | 1.2 (34.2)             | 1.9 (35.4)             | 4.7 (40.5)             | 6.8 (44.2)             | 11.3 (52.3)            | 14.6 (58.3)            | 17.1 (62.8)            | 17 (63)                | 12.9 (55.2)            | 9.6 (49.3)             | 4.3 (39.7)             | 1.4 (34.5)             | 8.6 (47.5)             |
| 平均低温 °C（°F）      | −2.3 (27.9)            | −2.2 (28.0)            | 0 (32)                 | 2 (36)                 | 5.9 (42.6)             | 8.9 (48.0)             | 10.8 (51.4)            | 10.6 (51.1)            | 7.3 (45.1)             | 5.2 (41.4)             | 0.8 (33.4)             | −1.8 (28.8)            | 3.8 (38.8)             |
| 历史最低温 °C（°F）    | −15.3 (4.5)            | −17.3 (0.9)            | −20.5 (−4.9)           | −8 (18)                | −2.3 (27.9)            | −0.4 (31.3)            | 3 (37)                 | 1.3 (34.3)             | −1.9 (28.6)            | −8.4 (16.9)            | −13.1 (8.4)            | −18.4 (−1.1)           | −20.5 (−4.9)           |
| 平均降水量 mm（）      | 51.6 (2.03)            | 47.1 (1.85)            | 42.1 (1.66)            | 80.7 (3.18)            | 87.6 (3.45)            | 72.4 (2.85)            | 55.2 (2.17)            | 72.5 (2.85)            | 93.8 (3.69)            | 90.2 (3.55)            | 66.9 (2.63)            | 59.6 (2.35)            | 819.7 (32.27)          |
| 月均日照時數           | 86.9                   | 105.9                  | 156.4                  | 167.5                  | 201.5                  | 251.1                  | 258.8                  | 220.2                  | 173.7                  | 129.6                  | 77.7                   | 67.7                   | 1,897                  |
| 来源：climat-data      |                        |                        |                        |                        |                        |                        |                        |                        |                        |                        |                        |                        |                        |

## 行政区划
圣弗卢尔是法国奥弗涅-罗讷-阿尔卑斯大区康塔尔省的一个市镇，编号为15187，它也是康塔尔省的一个副省会。圣弗卢尔下辖圣弗卢尔区，管理圣弗卢尔第一县和第二县，同时也是圣弗卢尔市镇公共社区的办公驻地。
法国国家统计与经济研究所（简称）在进行数据统计时，将圣弗卢尔单独设为圣弗卢尔城市核心区，并将包括核心区在内的周边共16个市镇划为圣弗卢尔城市区。同时，还将圣弗卢尔市镇分为了南北两个“信息块区”（IRIS），以便于统计人口分布情况。

## 交通

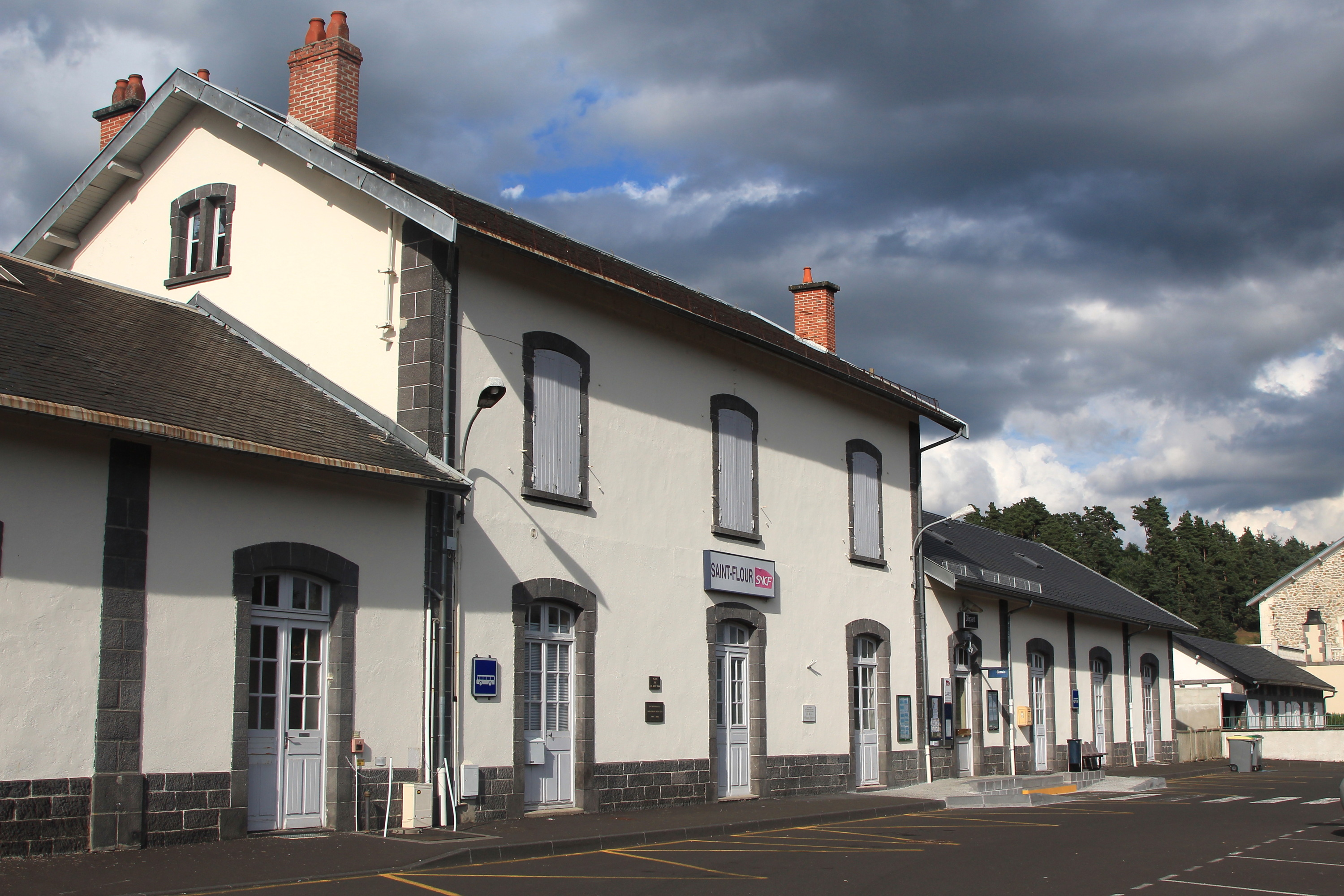
圣弗卢尔-绍德赛格站

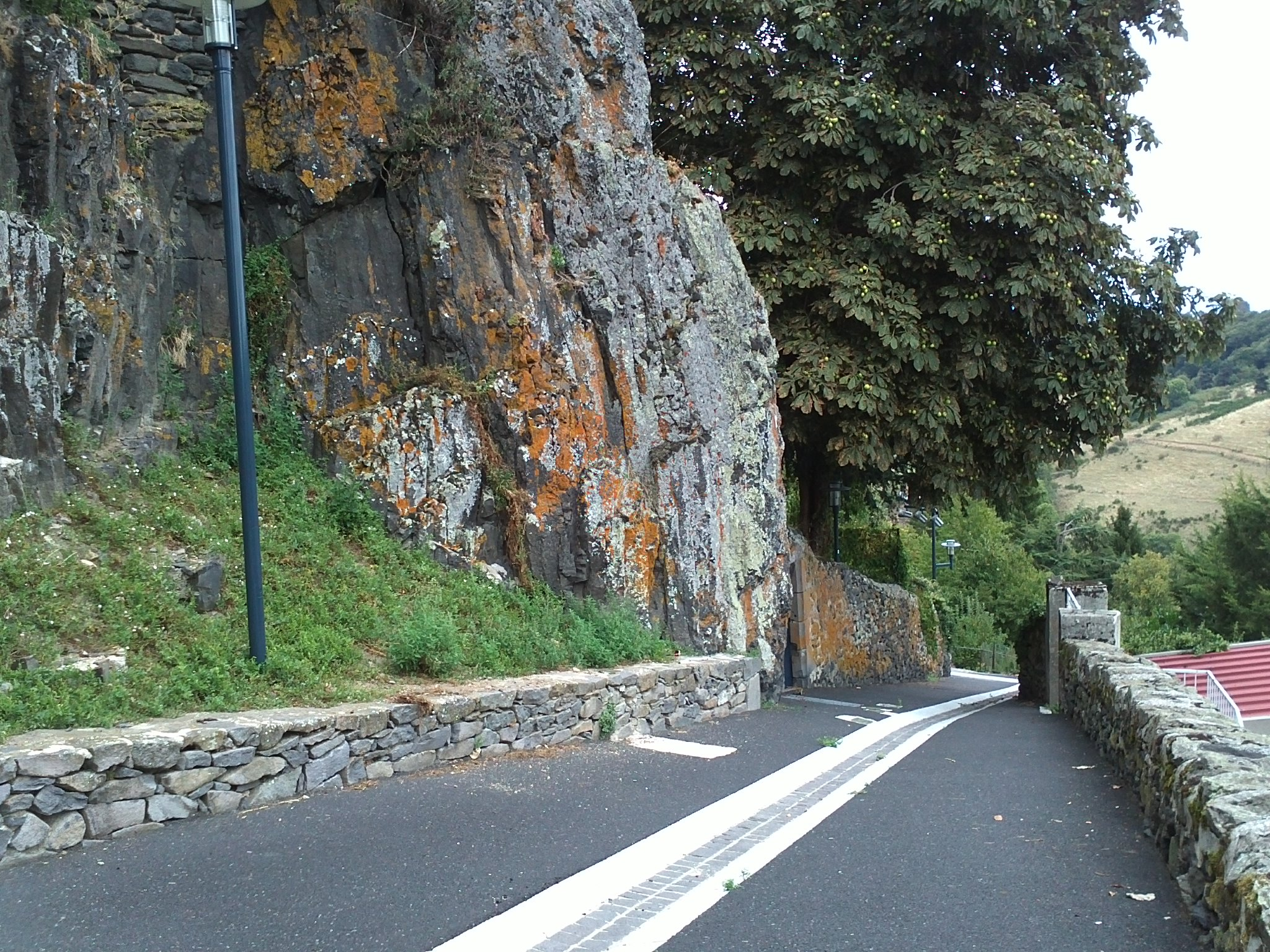
圣弗卢尔陡峭的山路

### 公路
法国国家A75号高速公路经过境内东部，并设有28和29两个出入口，该高速公路大部分路段免费通行。此外多条康塔尔省省道在圣弗卢尔境内交汇。
往返于芒德和克莱蒙费朗的城际巴士停靠圣弗卢尔，另有校车线路可前往省会欧里亚克以及圣弗卢尔周边的一些市镇。
2015年，64.8%的圣弗卢尔家庭拥有至少一辆的私人汽车。
2016年，圣弗卢尔境内共发生各类交通事故5起，造成6人受伤。

### 铁路
圣弗卢尔-绍德赛格站（一般简称“圣弗卢尔站”或“圣弗卢尔火车站”）位于圣弗卢尔的新城区，是贝济耶－讷萨格铁路上的一个车站，该站是每天停靠一班往返于克莱蒙费朗和贝济耶之间的城际列车。

### 航空
距离圣弗卢尔最近的民用航空机场为欧里亚克机场，车程约1.5小时，该机场开行前往巴黎的固定航线。

### 城市公共交通
圣弗卢尔城市公共交通（商业名称为）由当地政府直接管理和运营，下设3条线路，均免费向公众开放，每周一至五全天和周六上午运行，线路覆盖了市区及周边的主要街道。

## 政治

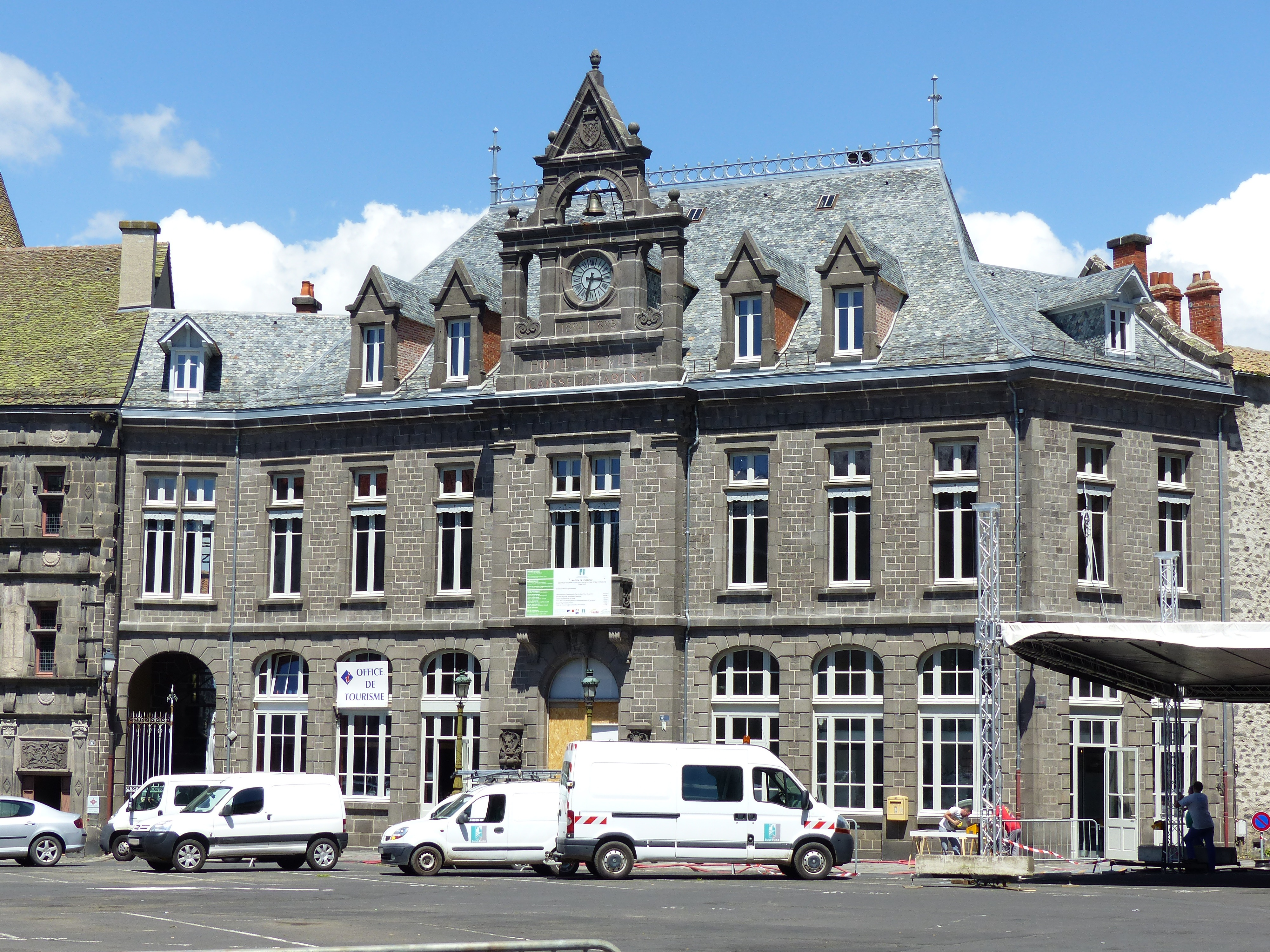
圣弗卢尔市政厅

圣弗卢尔的现任市长为菲利普·德洛尔先生（Philippe Delort），他是一名中间派，在2020年的市政选举中获得47.4%的支持率。
在2017年的法国总统大选中，法国第25任总统埃马纽埃尔·马克龙在圣弗卢尔获得了69.88%的支持率。
| 圣弗卢尔历届市长 |                   |                                                                   |
| 任期             | 市长              | 党派                                                              |
| 1944年－1953年   | 阿方斯·多梅尔格   | PPUS农民社会联盟党                                                |
| 1953年－1967年   | 路易·蒂奥莱龙     | PPUS农民社会联盟党                                                |
| 1967年－1989年   | 让·朱尔           | PR法国共和人党 →UDF法国民主联盟                                   |
| 1989年－1993年   | 弗朗索瓦·德尔珀什 | PS社会党                                                          |
| 1993年－2020年   | 皮埃尔·雅利耶     | UMP人民运动联盟 →RAD激进党 →UDI民主人士和独立人士联盟 →MR激进运动 |
| 2020年－         | 菲利普·德洛尔     | DVC混杂中间派                                                     |

## 人口
2017年，圣弗卢尔市镇人口数量为6,435，在法国排名第1,656位。其中男性2,974人，女性3,530人，75岁及以上人口占10.8%，外籍人口数量为115人，人口密度为237人/平方公里，当地居民被称为（男性）或（女性）。2018年，圣弗卢尔境内出生42人，死亡人口79人。
| 年份   | 1936  | 1946  | 1954  | 1962  | 1968  | 1975  | 1982  | 1990  | 1999  | 2006  | 2007  | 2008  | 2013  | 2017  |
| ------ | ----- | ----- | ----- | ----- | ----- | ----- | ----- | ----- | ----- | ----- | ----- | ----- | ----- | ----- |
| 人口數 | 5,384 | 5,590 | 5,763 | 5,846 | 5,997 | 7,272 | 7,950 | 7,417 | 6,625 | 6,663 | 6,637 | 6,610 | 6,626 | 6,435 |

## 经济财政
2018年，圣弗卢尔的财政收入总额为10,293,300欧元，财政支出总额为9,240,980欧元，当年的债务总额为9,915,910欧元。
2014年，圣弗卢尔的人均收入总额为2,447欧元，其中高职人员为3,610欧元，普通职员为1,711欧元。
2016年，圣弗卢尔境内的青壮年（15至64岁）失业率为11.7%，当地36.8%的家庭拥有纳税资格。

## 社会事务

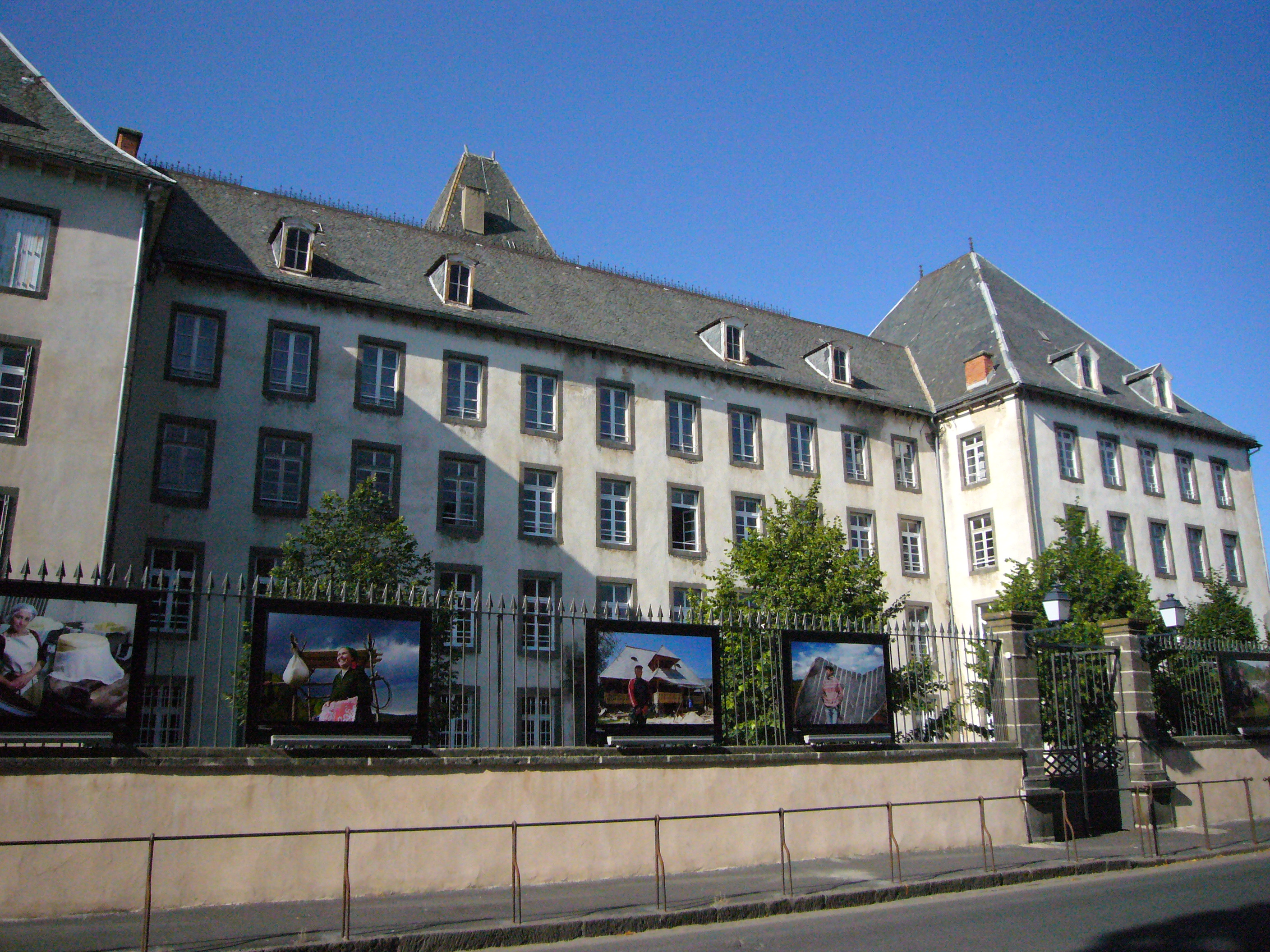
圣母高级中学

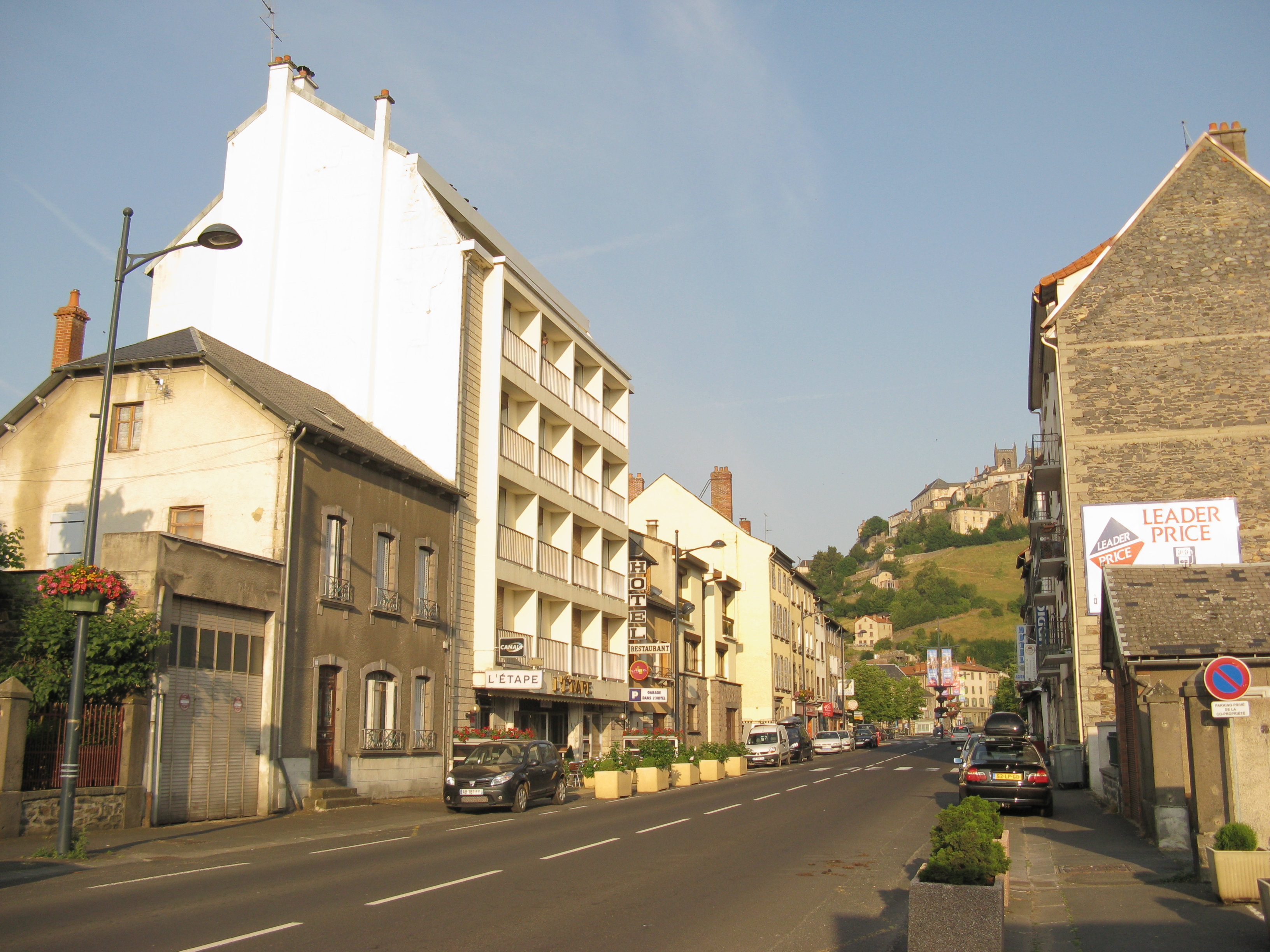
共和国大街

### 教育
圣弗卢尔属于克莱蒙费朗学区。截止2018年1月1日，圣弗卢尔境内共有5所小学、3所初级中学、2所普通高中和3所农业高中。2018至2019学年度，圣弗卢尔境内共有学生1,361名。

### 医疗
截止2017年1月1日，圣弗卢尔境内共有全科医生9名、保健师7名、牙医11名、护士10名、耳科医生1名、皮肤科医生1名、助产士1名、儿科医生1名和妇科医生1名。境内共有药房5家，养老院3家，残疾人帮扶中心4家。
圣弗卢尔中心医院（Centre Hospitalier de Saint-Flour）位于圣弗卢尔市区，共有超过300个床位，是当地规模最大的公立综合性医院。

### 住房
2015年，圣弗卢尔境内共有各类住房4,077套，其中78.2%为常住房屋。

### 商业
2017年，圣弗卢尔境内共有各类商铺526家，其中餐饮服务类259家。市区东西两侧均设有大型开放式商业街区。

### 体育
2017年，圣弗卢尔境内共有1家游泳池、4间健身房、1座综合体育场、6处网球场、3处马术场、3处足球或橄榄球场以及2处篮球或排球场，市区北部还有一个射击训练中心。
圣弗卢尔体育会（US Saint-Flour）是当地的一支业余足球俱乐部，参加地方性的联赛。此外圣弗卢尔还有一支橄榄球俱乐部（Rugby Club de Saint-Flour）。

### 环境
圣弗卢尔的环境事务由其所属的公共社区负责。2017年，圣弗卢尔境内共有1家污染企业。

### 治安
圣弗卢尔境内设有一处宪兵队。2014年，圣弗卢尔及附近地区共发生各类案件687起，其中盗窃类案件376起，经济类案件87起，毒品交易类案件59起。

## 文化

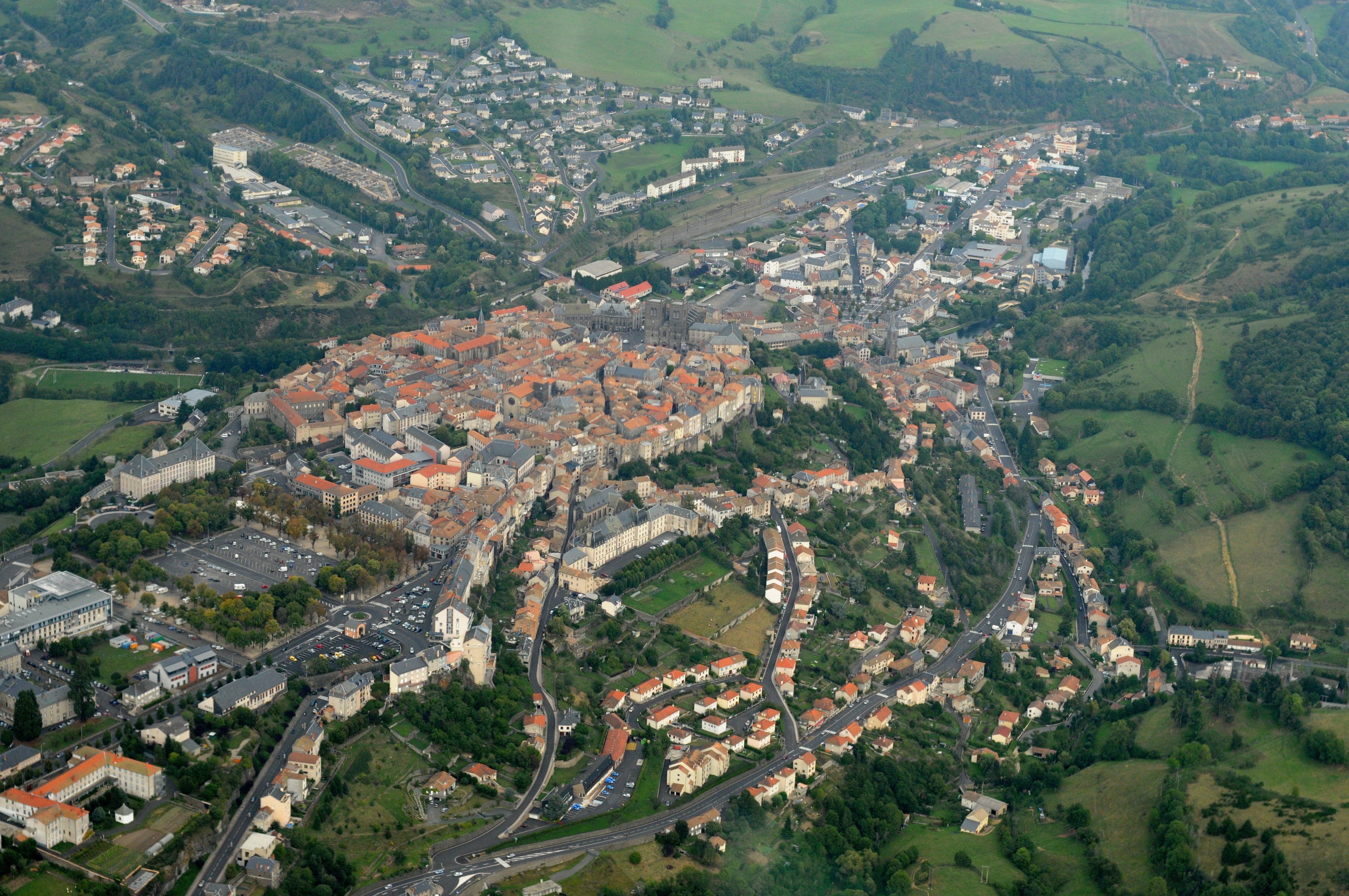
鸟瞰圣弗卢尔全城

2017年，圣弗卢尔境内共有1个剧场、1个电影院和2个博物馆。

### 城市规划
圣弗卢尔是法国中部一座较为典型的山地城市，老城区又被称为“上城”（Ville haute），位于“西岱山”（Cité）上，始建于公元3世纪，是圣弗卢尔的行政中心；新城区被称为“下城”（Ville basse），位于市区东部的昂代尔河谷之中，被称为“城郊”（Faubourg），始建于中世纪，现为居民区，有学校、火车站分布。两个城区之间的高差超过100米，通过几条陡峭的盘山公路连接。自20世纪后，圣弗卢尔市区西部也得到开发，修建了大批现代分散式居民区，以及商业中心等设施。

### 建筑
圣弗卢尔圣皮埃尔大教堂位于圣弗卢尔市中心的一处高地之上，是奥弗涅的四大教堂之一，建成于1466年，为天主教圣弗卢尔教区的主教座堂，于1906年被列入法国国家文物保护单位。

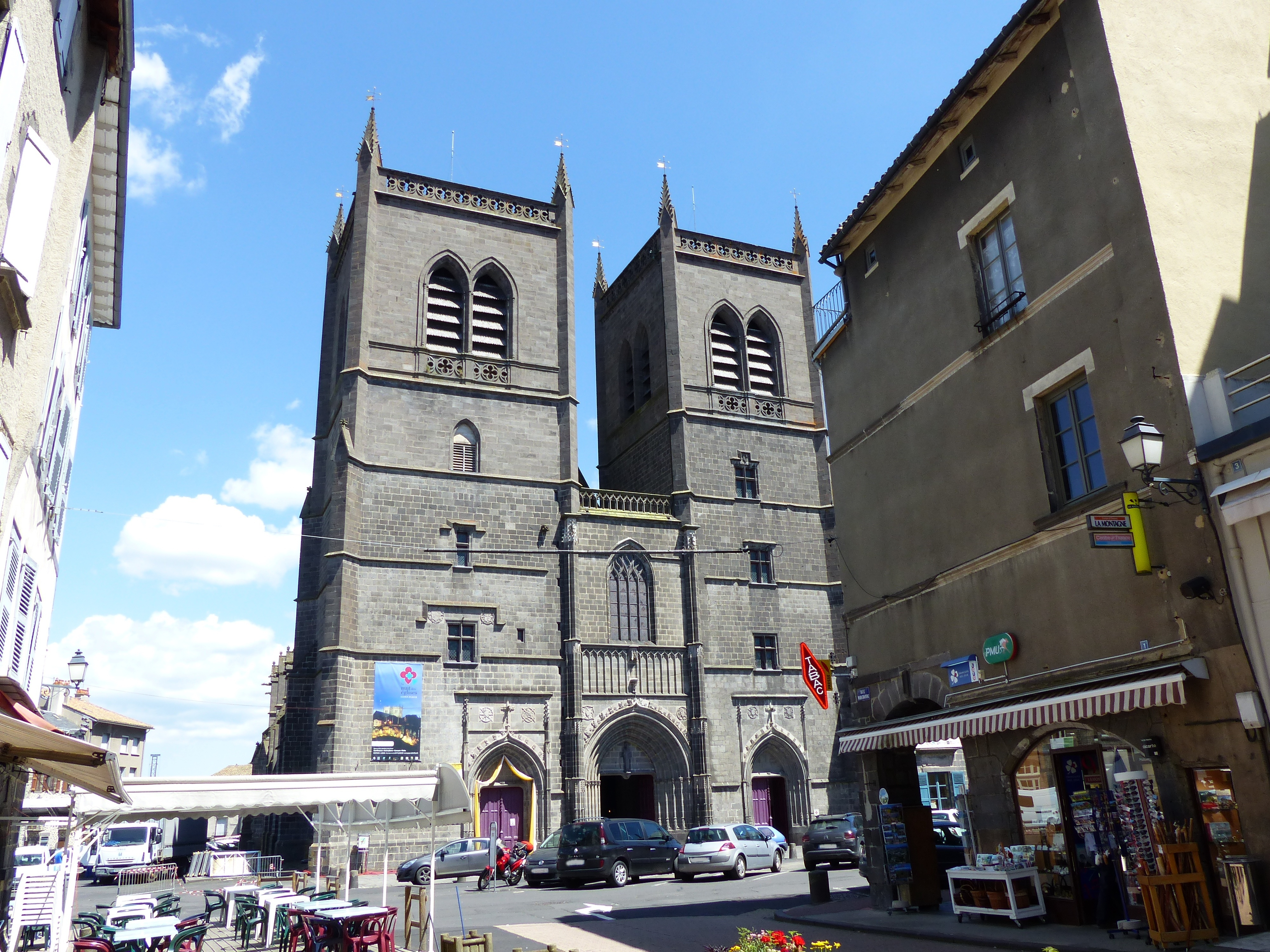
圣皮埃尔大教堂
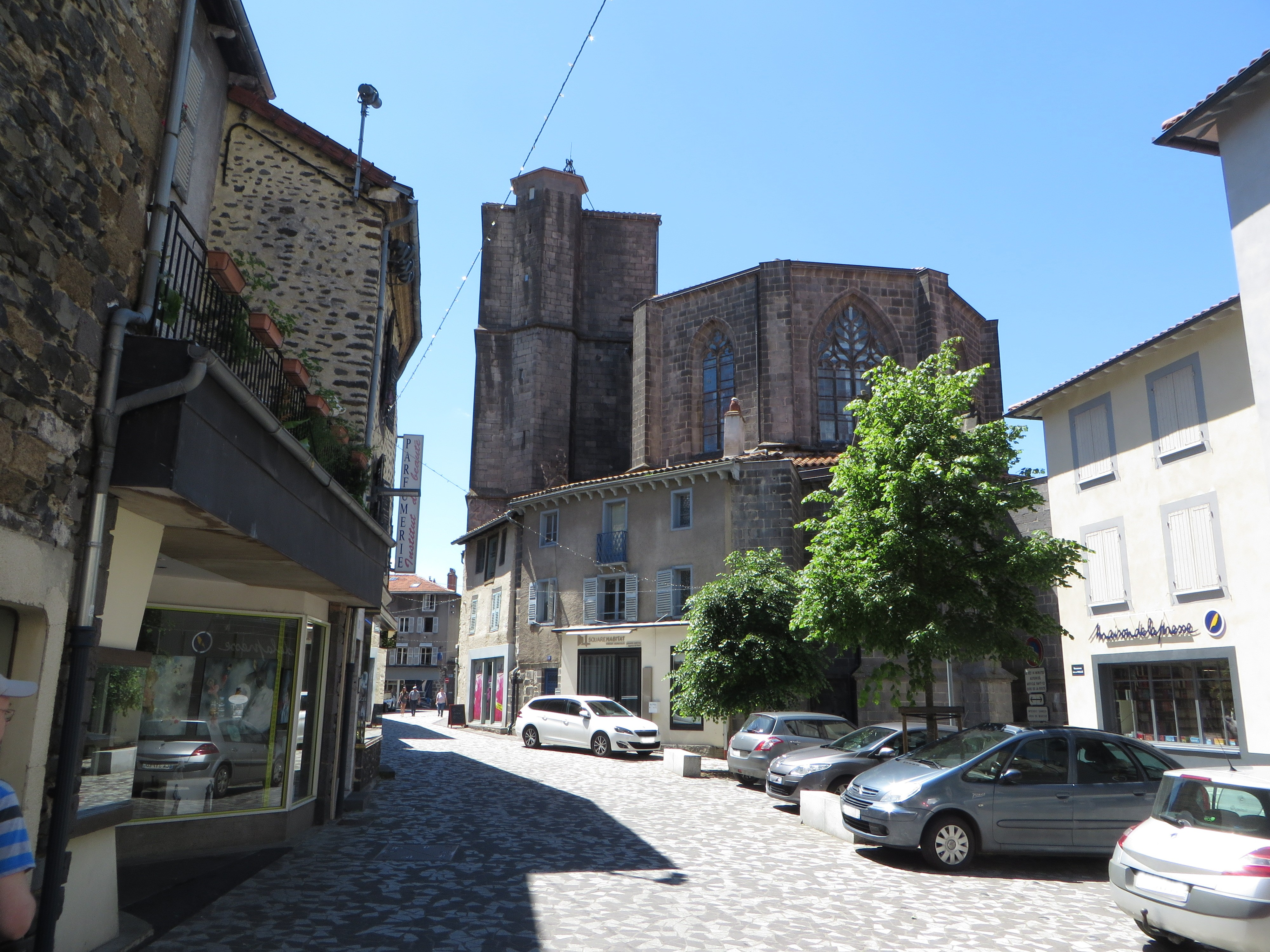
圣母教堂
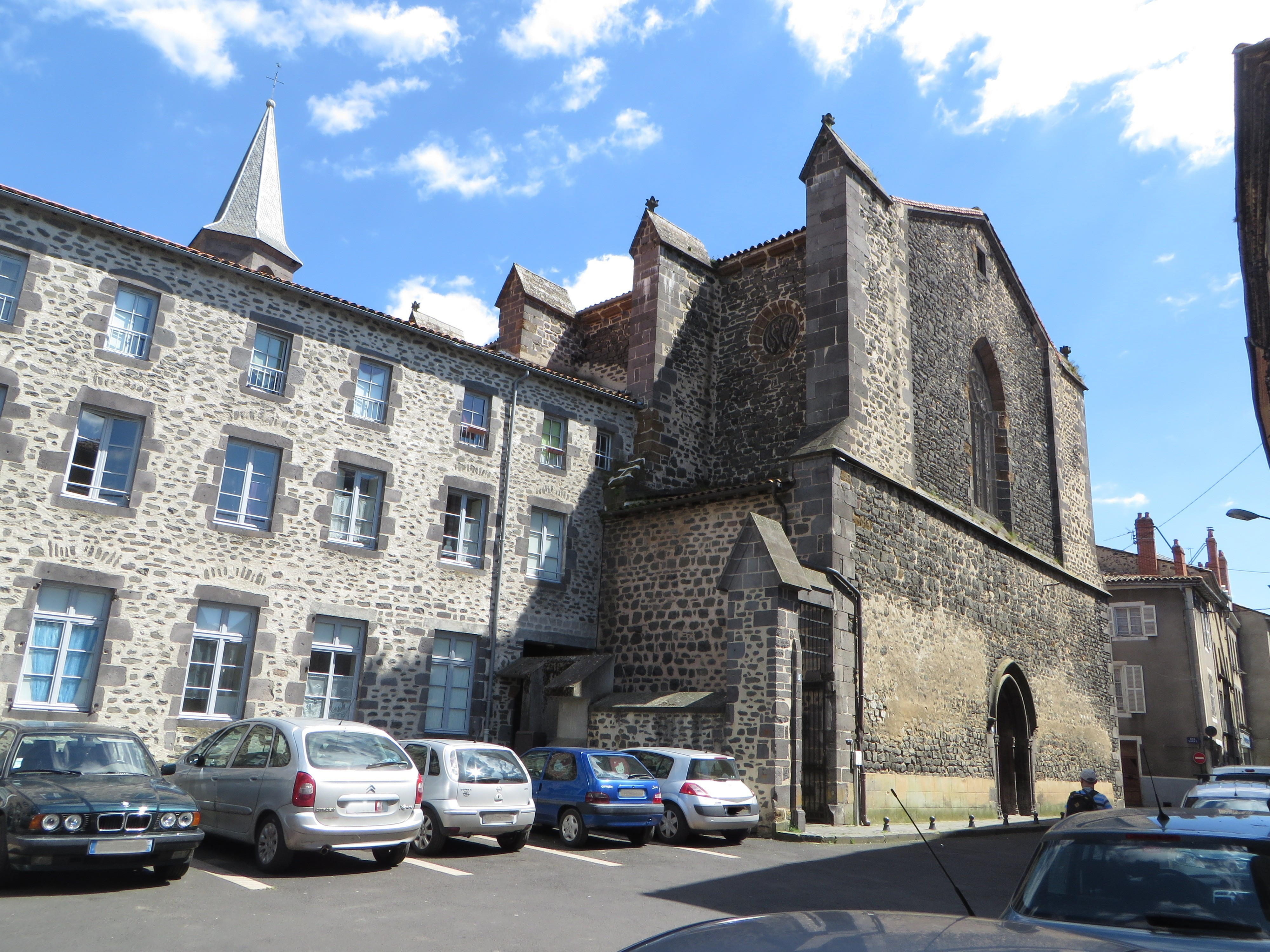
圣樊尚教堂
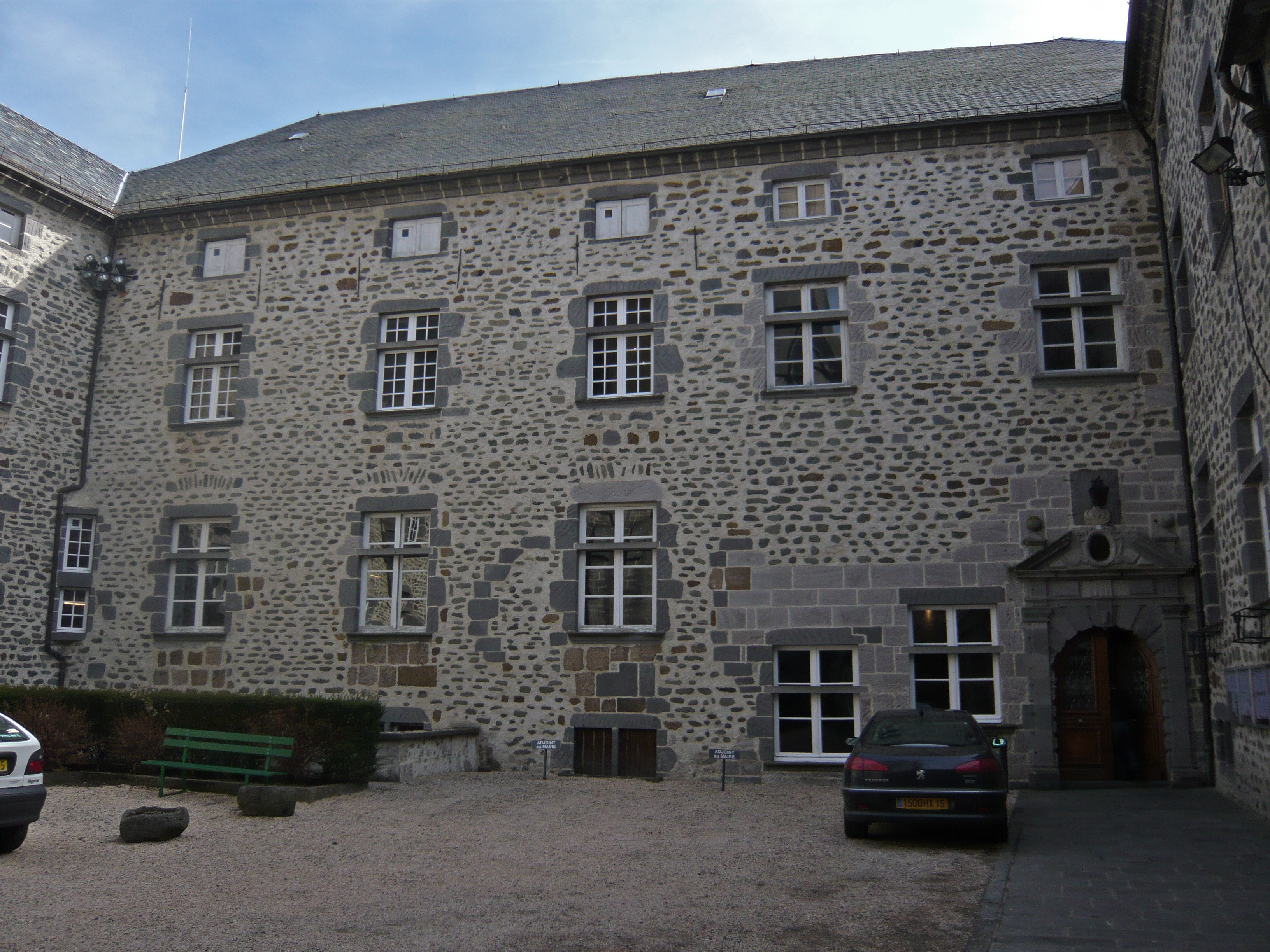
主教宫
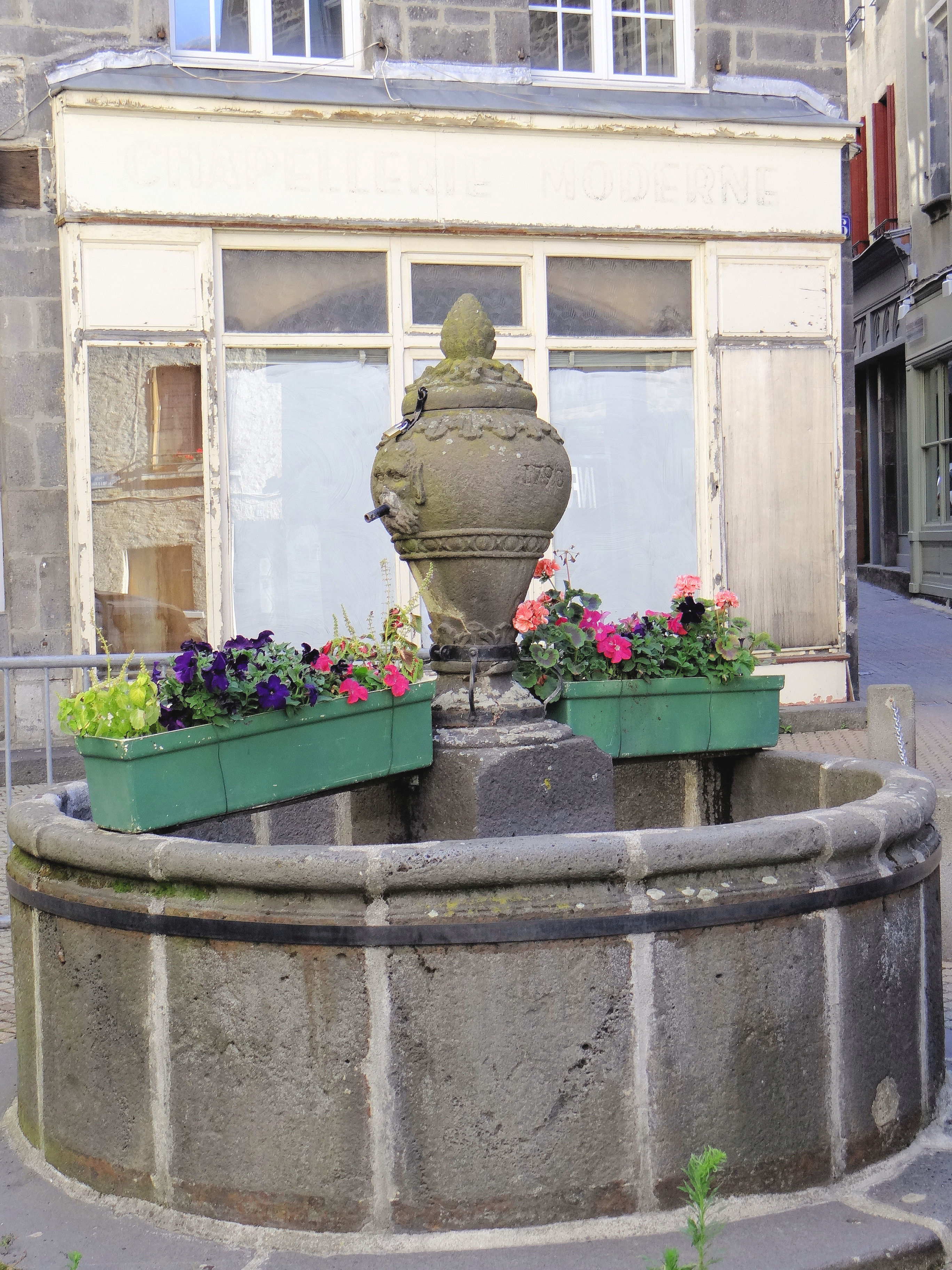
喷泉

### 旅游
圣弗卢尔市区设有一处旅游管理中心，负责圣弗卢尔市镇公共社区境内所有景点的宣传及维护。2018年，圣弗卢尔境内共有10个宾馆共计269间房间，另有2个露营地，可容纳共204辆露营车。

### 媒体
法国主要的媒体均可在圣弗卢尔接收，法国电视三台下属的奥弗涅-罗讷-阿尔卑斯大区频道在部分时段播出圣弗卢尔所属区域的地方新闻。

## 友好城市
截至2020年4月，圣弗卢尔共与两座城市互为友好城市关系：
- 法國 奥尔良
- 德国 哈瑟林讷